# Caccuri
Caccuri község (comune) Calabria régiójában, Crotone megyében.

## Fekvése
A Sila fennsíkon fekszik, egy Neto folyóra néző szikla tetején, a megye nyugati részén. Határai: Castelsilano, Cerenzia, Cotronei, Roccabernarda, San Giovanni in Fiore és Santa Severina.

## Története
A települést a 6. században alapították. Ekkor épült meg vára is. A középkor során nápolyi nemesi családok birtoka volt. 1806-ban nyerte el önállóságát, amikor a Nápolyi Királyságban felszámolták a feudalizmust.

## Népessége
A népesség számának alakulása:

## Fő látnivalói
- a 6. századi Castello (vár)
- a 15. században épült Santa Maria delle Grazie-templom
- az 1908-ban épült San Roco templom
- Santa Maria del Soccorso-templom